# HD 151967
HD 151967 är en ensam stjärna belägen i den mellersta delen av stjärnbilden Altaret. Den har en skenbar magnitud av ca 5,92 och är svagt synlig för blotta ögat där ljusföroreningar ej förekommer. Baserat på parallaxmätning inom Hipparcosuppdraget på ca 4,6 mas, beräknas den befinna sig på ett avstånd på ca 710 ljusår (ca 220 parsek) från solen. Den rör sig närmare solen med en heliocentrisk radialhastighet på ca -41 km/s.

## Egenskaper
HD 151967 är en röd till orange jättestjärna av spektralklass M1 III.  Den har en radie som är ca 53 solradier och har ca 637 gånger solens utstrålning av energi från dess fotosfär vid en genomsnittlig effektiv temperatur av ca 3 800 K.
HD 151967 är en misstänkt variabel, som varierar i ljusstyrka med en amplitud på 0,0156 magnitud med en period av 26 dygn.